# 파불로넬프리냐노

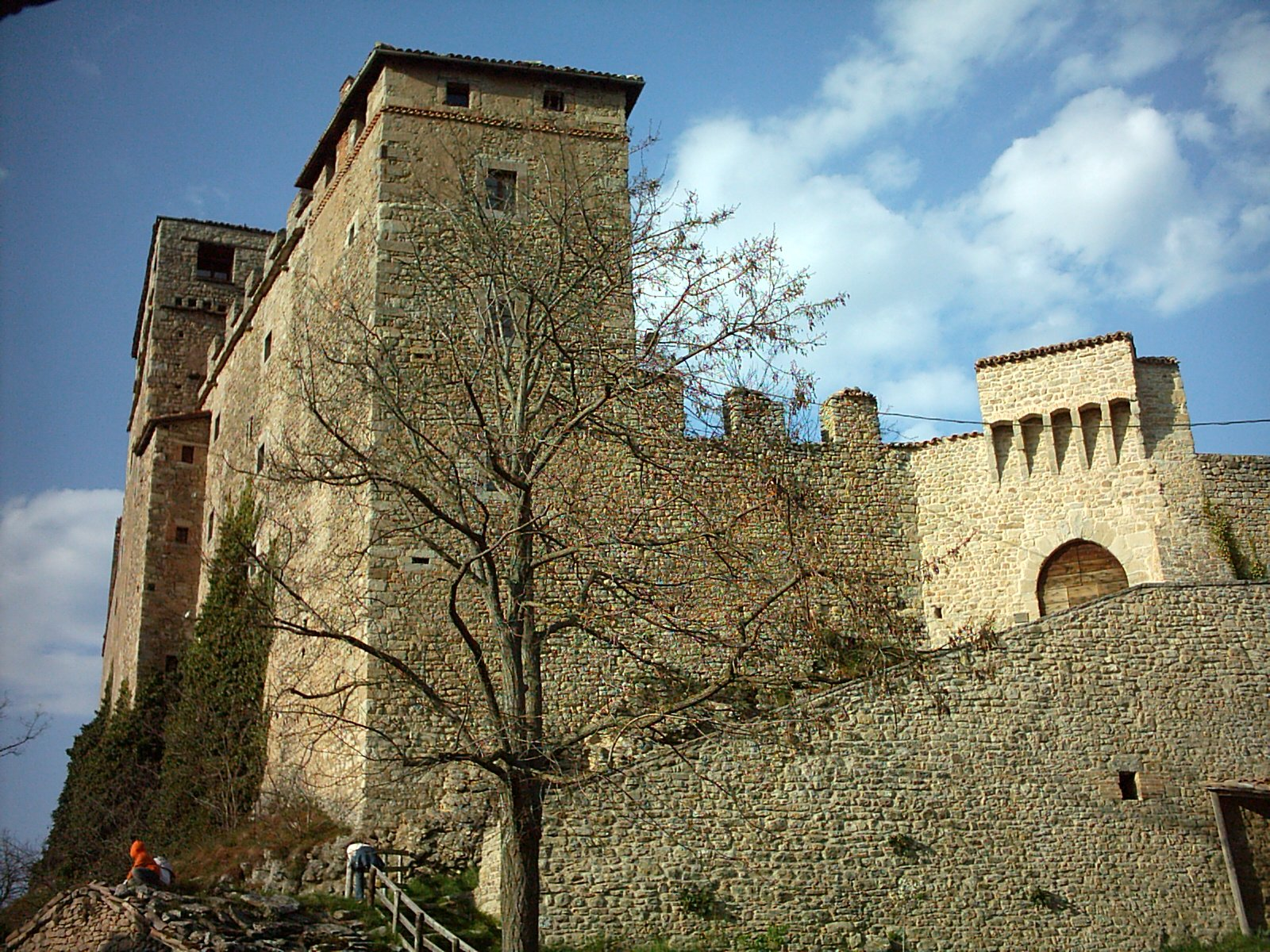
파불로넬프리냐노 몬테쿠콜리(Montecuccoli) 성

파불로넬프리냐노(이탈리아어: Pavullo nel Frignano)는 이탈리아 에밀리아로마냐주 모데나도에 위치한 코무네로 면적은 144.07km2, 높이는 682m, 인구는 17,382명(2015년 8월 31일 기준), 인구 밀도는 120명/km2이다.